# Robert Murray
Robert Murray (n. 18 februarie 1870, Edinburgh, Regatul Unit al Marii Britanii și Irlandei – d. 28 aprilie 1948, Sale, Anglia, Regatul Unit) a fost un trăgător de tir ce a reprezentat Regatul Unit al Marii Britanii și al Irlandei de Nord, medaliat olimpic. A participat la o ediție a Jocurilor Olimpice (1912) în care a câștigat o medalie de aur.